# Usman Nurmagomiedow
Usman Nurmagomiedow (ros. Усман Нурмагомедов ur. 17 kwietnia 1998 w Kiziljurt) – rosyjski zawodnik mieszanych sztuk walki (MMA) dagestańskiego pochodzenia. Od 18 listopada 2022 roku mistrz organizacji Bellator MMA w wadze lekkiej.

## Życiorys

Nurmagomiedow w 2021 roku.

Nurmagomiedow urodził się 17 kwietnia 1998 roku w mieście Kiziijurt w Republice Dagestanu.
Jako dziecko, mieszkając w rodzinnej wiosce, wraz ze swoim bratem Umarem Nurmagomiedowem, w wieku ośmiu lat zaczął uczęszczać na treningi zapasów w stylu dowolnym. Gdy jego brat Umar zaczął ćwiczyć boks tajski, Usman poszedł w jego ślady.
Po przeprowadzce do Machaczkały Usman rozpoczął treningi ze swoim wujkiem Abdulmanapem Nurmagomedowem na obozie MMA Eagles. Tam zdobył umiejętności sambo i trenował z kolegami z klubu, takimi jak jego kuzyn Chabib Nurmagomiedow i Isłam Machaczew. Jest pochodzenia etnicznego Awarów.

## Osiągnięcia

### Mieszane sztuki walki
- Bellator MMA
  - 2022-nadal: Mistrz Bellator MMA w wadze lekkiej

## Lista zawodowych walk w MMA
| Wynik     | Bilans   | Przeciwnik (bilans przed walką) | Rozstrzygnięcie                             | Runda | Czas | Rozgrywki                                                   | Data       | Miejsce    | Uwagi |
| --------- | -------- | ------------------------------- | ------------------------------------------- | ----- | ---- | ----------------------------------------------------------- | ---------- | ---------- | --- |
| Wygrana   | 19-0 (1) | Paul Hughes (13-1)              | Decyzja (większościowa)                     | 5     | 5:00 | PFL Road to Dubai Champions Series: Nurmagomedov vs. Hughes | 25.01.2025 | Dubaj      | Obronił pas mistrzowski Bellator MMA w wadze lekkiej. Main Event |
| Wygrana   | 18-0 (1) | Aleksander Szablij (24-3)       | Decyzja (jednogłośna)                       | 5     | 5:00 | Bellator Champions Series 4: Nurmagomedov vs. Shabliy       | 07.09.2024 | San Diego  | Obronił pas mistrzowski Bellator MMA w wadze lekkiej. Main Event |
| Nieodbyta | 17-0 (1) | Brent Primus (12-3)             | No Contest (zmiana werdyktu)                | 5     | 5:00 | Bellator 300                                                | 07.10.2023 | San Diego  | Pierwotnie zwycięstwo Nurmagomiedowa przez jednogłośną decyzję sędziów. Walka została uznana za nieodbytą po pozytywnym wyniku testu na obecność zakazanej substancji w leku na receptę. Niezamierzony charakter testu spowodował, że Rosjanin nie został pozbawiony tytułu. Zachował pas mistrzowski Bellator MMA w wadze lekkiej. Półfinał Bellator Grand Prix w wadze lekkiej. Main Event |
| Wygrana   | 17-0     | Benson Henderson (30-11)        | Poddanie (duszenie zza pleców)              | 1     | 2:37 | Bellator 292                                                | 10.03.2023 | San Jose   | Obronił pas mistrzowski Bellator MMA w wadze lekkiej. Ćwierćfinał Bellator Grand Prix w wadze lekkiej. Main Event |
| Wygrana   | 16-0     | Patricky Freire (24-11)         | Decyzja (jednogłośna)                       | 5     | 5:00 | Bellator 288                                                | 18.11.2022 | Chicago    | Zdobył pas mistrzowski Bellator MMA w wadze lekkiej. Co-Main Event |
| Wygrana   | 15-0     | Chris Gonzalez (7-1)            | Poddanie (duszenie gilotynowe)              | 1     | 2:54 | Bellator 283                                                | 22.07.2022 | Tacoma     | |
| Wygrana   | 14-0     | Patrik Pietilä (11-8)           | Poddanie (duszenie zza pleców)              | 1     | 4:06 | Bellator 269                                                | 23.10.2021 | Moskwa     | Limit umowny -73 kg. |
| Wygrana   | 13-0     | Manny Muro (12-6)               | TKO (kolano na korpus)                      | 1     | 3:30 | Bellator 263                                                | 31.07.2021 | Inglewood  | |
| Wygrana   | 12-0     | Mike Hamel (7-4)                | Decyzja (jednogłośna)                       | 3     | 5:00 | Bellator 255                                                | 02.04.2021 | Uncasville | Debiut w Bellator MMA. |
| Wygrana   | 11-0     | Svyatoslav Shabanov (18-9-1)    | TKO (ciosy pięściami)                       | 2     | 3:37 | FNG / GFC: Abdulmanap Nurmagomedov Memory Tournament        | 09.09.2020 | Moskwa     | Co-Main Event |
| Wygrana   | 10-0     | Jerry Kvarnstrom (15-14)        | TKO (ciosy pięściami i łokciami)            | 1     | 2:39 | UAE Warriors 12                                             | 31.07.2020 | Abu Zabi   | |
| Wygrana   | 9-0      | Ruslan Tuyakov (4-0)            | TKO (kolana)                                | 2     | 2:03 | Gorilla Fighting 24                                         | 09.02.2020 | Saratów    | |
| Wygrana   | 8-0      | Roman Golovinov (9-3)           | TKO (ciosy pięściami)                       | 1     | 1:45 | UAE Warriors 9                                              | 29.11.2019 | Abu Zabi   | |
| Wygrana   | 7-0      | Kazim Zhakhangirov (5-3)        | Poddanie (duszenie gilotynowe)              | 2     | 1:10 | Gorilla Fighting 17                                         | 27.09.2019 | Atyrau     | |
| Wygrana   | 6-0      | Ruslan Hisamutdinov (11-7)      | Decyzja (jednogłośna)                       | 3     | 5:00 | Gorilla Fighting 15                                         | 28.07.2019 | Penza      | |
| Wygrana   | 5-0      | Gabriel Barbosa (0-0)           | TKO (ciosy pięściami)                       | 1     | 3:14 | Gorilla Fighting 11                                         | 03.03.2019 | Penza      | |
| Wygrana   | 4-0      | Romeo Njia (0-1)                | Poddanie (duszenie zza pleców)              | 1     | 4:48 | Battle on Volga 9                                           | 17.02.2019 | Moskwa     | Pojedynek w wadze lekkiej. |
| Wygrana   | 3-0      | Issei Moriyama (2-0-1)          | TKO (ground and pound)                      | 1     | ?    | Brave CF 21                                                 | 28.12.2018 | Dżudda     | Debiut w Brave CF. |
| Wygrana   | 2-0      | Dmitriy Berestovskiy (0-0)      | TKO (przerwanie przez lekarza)              | 1     | 5:00 | Battle on Volga 8                                           | 14.12.2018 | Samara     | |
| Wygrana   | 1-0      | Imran Abdiev (0-0)              | Poddanie (dźwignia prosta na staw łokciowy) | 1     | 1:54 | MPF: Young Talents Cup 2017                                 | 26.03.2017 | Moskwa     | Pojedynek w wadze piórkowej. |

Nurmagomiedow